# 永安郡 (隋朝)
永安郡，中国隋朝时设置的郡。
大业初年，改黄州置，下辖四县：黄冈县、黄陂县、木兰县、麻城县，治所在黄冈县（今湖北省黄冈市黄州区北）。户二万八千三百九十八。唐朝武德初年，复为黄州。